# Bothrops marajoensis
Bothrops marajoensis är en ormart som beskrevs av Hoge 1966. Bothrops marajoensis ingår i släktet Bothrops och familjen huggormar. Inga underarter finns listade.
Arten förekommer i nordöstra Brasilien i delstaten Pará. Honor lägger inga ägg utan föder levande ungar.